# حزب البعث العربي الاشتراكي (مصر)
حزب البعث العربي الاشتراكي- مصر هو حزب سياسي بعثي مصري وهو الفرع الإقليمي لحزب البعث في دولة مصر.
يدعم الحزب إسقاط بشار الأسد باعتباره رئيس سوريا في حين يعارض أي تدخل أجنبي في الصراع الدائر هناك سواء من قبل إسرائيل، تركيا أوإيران كما يعتقد الحزب أن هذه البلدان لديها دوافع خفية وتسعى إلى تقويض سوريا.
تمّ حظر الحزب في وقت مبكر من تسعينيات القرن العشرين كما قامت السلطات المصرية باعتقال مسؤوليْ مخابرات عراقيان يوم 14 نيسان/أبريل 1991 وفي حوزتهما مبلغ 38,000 دولار ثم زعمت السلطات أن هذا المال قد استُخدم لتمويل عمليات التخريب في مصر.